# 田中銀之助
田中 銀之助（たなか ぎんのすけ、1873年〈明治6年〉1月20日 - 1935年〈昭和10年〉8月27日）は「天下の糸平」と呼ばれた相場師・田中平八の孫。英国ケンブリッジ大学に留学し、帰国後ラグビーを日本に伝えた。

## 来歴・人物
生糸や洋銀の相場で巨額の富を得た田中平八。その長女・登羅（とら）と、婿であり糸平不動産や田中鉱山を興した田中菊次郎（北村菊次郎）の間に長男として生まれた。
当時の進学予備校であった神田淡路町の共立学校（現・開成中学）に一時在籍し、学習院尋常中等科（現・学習院中等科）へ入学。1887年（明治20年）に留学準備のため横浜のヴィクトリア・パブリックスクールに入学。ここで後に共にラグビーを日本に伝えるエドワード・B・クラークと出会う。
同じく1887年の8月に家督を相続。その2年後、1889年（明治22年）にイギリス留学。ケンブリッジのリーズ校（en ）を経て、1893年（明治26年）にケンブリッジ大学トリニティ・ホール・カレッジに入学。このケンブリッジ大学で一年遅れて入学してきたクラークと再会し共にラグビーをプレーした。1896年（明治29年）6月に法学士の学位を取得後に日本に帰国。すぐに家業である田中銀行の取締役に就任した。後に田中鉱業、東洋鉱山、日本製鋼所の役員も務める。
1899年（明治32年）頃にE・B・クラークと共に慶應義塾の塾生にラグビーのルールについて伝え指導したとされる。日本ラグビーフットボール協会の初代名誉会長。1912年（明治45年）7月には満39歳にして第一高等学校仏法科を卒業した。
1921年（大正10年）に神津邦太郎から神津牧場の経営を引き継ぐと、東京府世田ヶ谷村羽根木に分農場を設けて東京市内に牛乳を販売した。1932年、田中銀行解散。1935年（昭和10年）8月27日没。墓所は多磨霊園。
芸者遊びが大変に盛んであり、富豪の子息同士仲の良かった赤星鐵馬や今村繁三を引き連れて新橋の花柳界を大いに荒らし回った。また柔道2段の腕前であり、日露戦争直後に上村彦之丞海軍大将と新橋の料亭で遭遇した際には、その威張る様子に腹を立てて一撃を喰らわせたとされる。

## 家族・親族
- 祖父・田中平八 - 幕末から明治にかけて相場で財を築き天下の糸平と呼ばれた。
- 父・田中菊次郎 - 旧姓北村。初代平八の長女・とら（1857年生）の婿[注 3]。家業の経営一切を担っていた1887年夏に急逝。
- 叔父・田中平八（二代目）- 初代の長男・洋之助。1866年（慶應2年7月）に生まれ、1883年（明治16年）に家督を相続。名を改め平八の名を継いだ[注 4]。妻の澄（明治6年11月生）は男爵・福原實[11]の長女。
- 従妹・花子（1898年生）- 二代目平八の長女。夫は東京市会議員・渡瀬寅次郎の二男で花子と結婚し婿養子となった田中次郎[12]。次郎は1943年より田中鉱業社長を務める。
- 叔父・高田釜吉 - 初代平八の三男。高田商会の創設者・高田慎蔵の娘婿となった。
- 妻・綾子 - 伯爵・土方久元の孫（長男・久明の娘）。1882年（明治15年）6月生まれ[13]。銀之助の女遊びが盛んなことを知らず17歳で嫁ぎ、自身も松本幸四郎 (7代目)と浮名を流すなどして26歳で離婚。
- 後妻・榮 - 海軍出身で衆議院議員も務めた八田裕二郎の長女、1884年（明治17年）生まれ。1918年（大正7年）以降に入籍[14][15]。
- 弟・田中虎之輔 - 東京高等商業学校（現在の一橋大学）卒業[注 5]。田中銀行や田中鉱業の取締役を務めた。妻・鈴子は松本市左衛門の長女[17]。鈴子の実妹である林子の義父は二代目・田中長兵衛。
- 長女・久子（1901年1月生）- 聖心女子学院卒業。卒業間近の1919年2月にお抱え運転手の河野実と駆け落ちし、温泉宿に潜伏しているのを発見されたが説得に応ぜず、結婚は許されたが除籍された[18]。田中鉱業社員、飯島永太郎の養女となる[19]。
- 長男・田中元八郎（1903年8月-1955年10月）- 剣橋大学卒業[1]。帰国後田中鉱業に入社。1947年10月より湘南学園の理事長を[20]、1950年2月より田中鉱業の代表取締役を務めた。
- 二男・田中銀八郎（1906年10月生）- 1916年ごろ失踪し世間を騒がせた[21]。1932年7月鎌倉で死去[22]。
- 三男・田中雄八郎（1921年1月生）- 糸平不動産及び田中鉱業の監査役を務める[注 6]。
- 四男・田中英八郎（1922年1月生）- 東京帝大冶金工学科卒。工学博士。東北大学金属材料研究所長兼低温センター長[23][24]。
- 二女・啓子（1923年3月生）- 後に三菱商事の社長を務める三村庸平に嫁ぐ。
- 三女・邦子（1924年5月生）- 女子学習院卒業。
- 曾孫に慶應義塾體育會蹴球部（ラグビー部）監督を務めた田中真一がいる[25]。